# Stojan

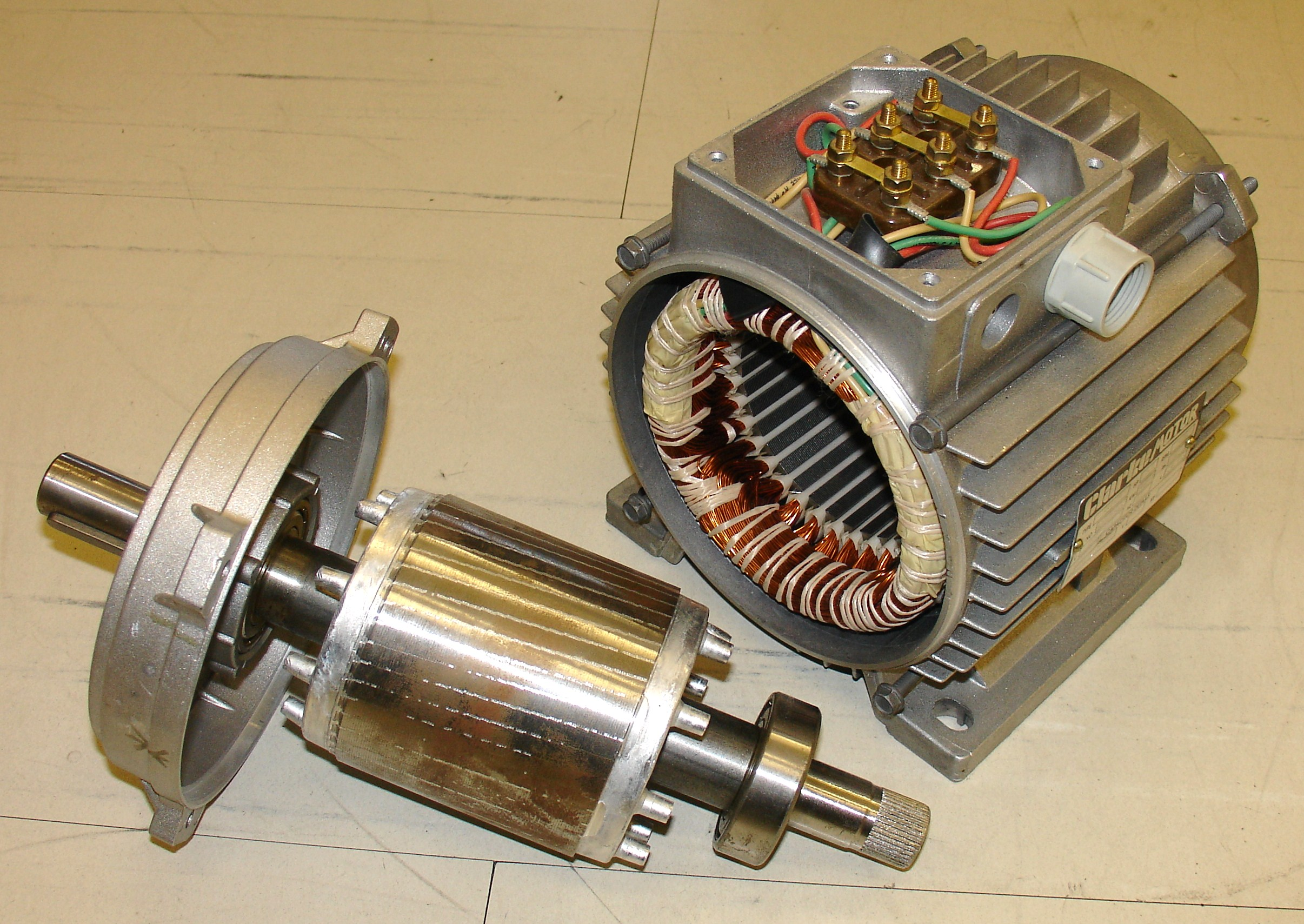
Stojan i wirnik silnika elektrycznego

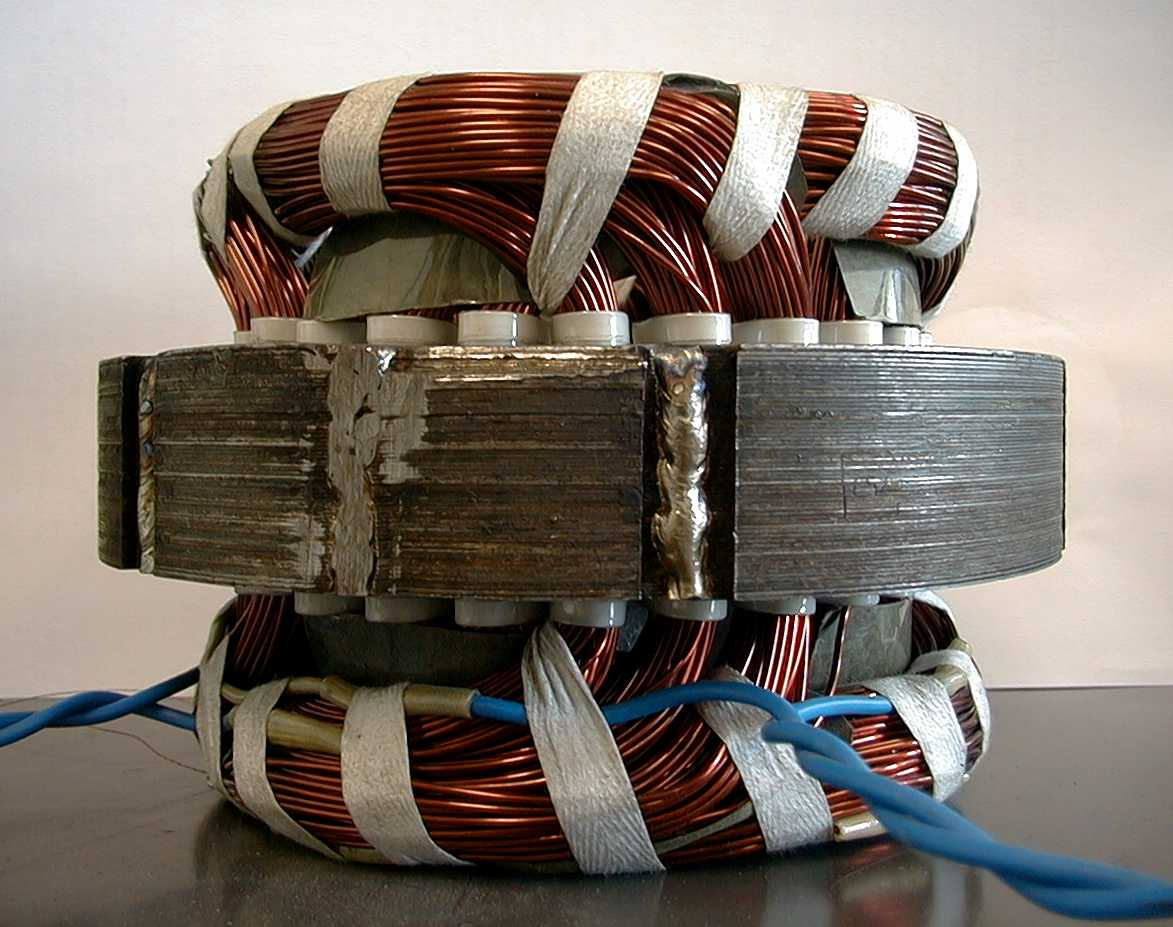
Stojan bez zewnętrznej obudowy

Stojan, stator – zespół nieruchomych elementów maszyny lub mechanizmu otaczających wirujący wokół stałej osi wirnik. Najczęściej stosowany jest w pompach, sprężarkach, wentylatorach, dmuchawach, turbinach, maszynach elektrycznych (silnikach, prądnicach). 
Wyjątkowo w silniku z wirującym stojanem wiruje on wokół nieruchomego (lub ruchomego) wirnika.